# Gran Oriente Central de la República Argentina
El Gran Oriente Central de la República Argentina, cuyo acrónimo es GOCRA (según las abreviaturas masónicas se escribiría G∴O∴C∴R∴A∴), fue una Gran Logia autónoma de Argentina, que habiendo sido creada en septiembre de 2009, se fracturó y disolvió en febrero de 2010, tras el retiro de una de las tres logias fundadoras. La sede central se encontraba en la ciudad de Córdoba capital.
En su meteórica existencia, se logró que la Confederación Interamericana de Masonería Simbólica (CIMaS), la reconociera en forma oficial como miembro pleno, mas la disolución de la Obediencia llegó sin que aún las autoridades hubieran sido instaladas, y quedaron trabajando en forma conjunta solo dos Logias, lo cual según las costumbres masónicas no conforman el número mínimo para ser reconocidas como Gran Logia.
El Gran Oriente Central de la República Argentina desde quienes fueron sus autoridades electas en un principio,
habían decidido que la Obediencia fuera practicante de una Masonería mixta.
Este GOCRA había sido fundado el 6 de septiembre de 2009 por las Logias Giordano Bruno N° 1, Kayros N° 2 y Prometeo N° 3, de la Ciudad de Córdoba, logia que fue admitida con el fin de lograr el número mínimo para conformar un Gran Oriente. Esta misma logia es la que se retiró en febrero de 2010, comunicándolo en forma oficial a la Confederación Interamericana de Masonería Simbólica el 16 de febrero del mismo año.
Al momento del retiro de la Logia Prometeo, fue desautorizado el uso del escudo emblema, que junto con otros materiales gráficos, tendrían registrados derechos de autor a nombre de miembros de la logia escindida.
Luego de esta escisión, fueron desactivadas la página web oficial y la red social de lo que fue el Gran Oriente Central de la República Argentina.